# Gymnophryxe pretoriensis
Gymnophryxe pretoriensis là một loài ruồi trong họ Tachinidae.